# Нукан, Атынч
Атынч Нукан (тур. Atınç Nukan; 20 июля 1993, Стамбул, Турция) — турецкий футболист, защитник клуба «Гёзтепе».

## Клубная карьера
Свою спортивную карьеру Нукан начал в детской футбольной секции стамбульского района Кючюкчекмедже, после чего в 2006 году был зачислен в молодёжную академию «Бешикташа», за которую он выступал в юношеском чемпионате Турции.
22 апреля 2010 года Атынч был переведён в основной состав клуба решением тогдашнего главного тренера Мустафы Денизли и спустя два дня был включен в заявку команды на матч с «Сивасспором». 7 мая 2010 года во встрече с клубом «Манисаспор» состоялся дебют Нукана на профессиональном уровне в турецкой Суперлиге — Атынч вышел на замену в начале второго тайма вместо Рыдвана Шимшека.
В следующем сезоне после смены Денизли на Бернда Шустера у руля команды Нукан не получал шансов вновь проявить себя: второй матч в карьере ему удалось сыграть только 3 марта 2011 года против «Газиантепа» в розыгрыше Кубка Турции. Однако, и после увольнения Шустера Нукан не привлекался к играм основы в течение последующих двух сезонов, в связи с чем летом 2013 года был отдан в аренду на сезон в «Дарданелспор», выступавший во второй турецкой лиге, за который ему удалось сыграть в 19 матчах и отметиться одним голом.
Сезон 2014/15 стал наиболее успешным для Атынча в родном клубе. Под руководством Славена Билича он провёл 11 матчей во всех турнирах, где принимал участие «Бешикташ». Это позволило Нукану 29 января 2015 года продлить контракт с клубом ещё на 4 полных сезона.
Тем не менее, 2 июля 2015 года Нукан перешёл в немецкий «РБ Лейпциг» за компенсацию в 5 миллионов евро. 10 августа 2015 года Атынч дебютировал за новый клуб в первом раунде Кубка Германии против «Оснабрюка» и выбыл на 6 недель из-за травмы голеностопа. Из 14 матчей сезона 2015/16 ему пришлось 5 раз появляться на замену, что не помешало вместо с командой завоевать право выхода первую Бундеслигу.
31 августа 2016 года Нукан был отправлен в аренду в «Бешикташ», поскольку не рассматривался Ральфом Хазенхюттлем игроком обоймы лейпцигцев.

## Карьера в сборной
Нукан неоднократно привлекался к играм молодёжных турецких сборных. Он был включён в состав команды на чемпионат Европы до 19 лет 2011 года в Румынии и сыграл на нём один матч против Сербии. 13 ноября 2015 года он сыграл за основную сборную Турции в товарищеской встрече с Катаром.